# Mitsuki Saito
Mitsuki Saito (født 10. januar 1999) er en japansk fodboldspiller, som spiller for den japanske fodboldklub Shonan Bellmare.